# NGC 5992
NGC 5992 ist eine 13,5 mag helle Spiralgalaxie mit ausgedehnten Sternentstehungsgebieten vom Hubble-Typ Sab im Sternbild Bärenhüter. Sie ist schätzungsweise 433 Millionen Lichtjahre von der Milchstraße entfernt und hat einen Scheibendurchmesser von etwa 115.000 Lj.
Sie wurde am 18. März 1787 von Wilhelm Herschel mit einem 18,7-Zoll-Spiegelteleskop entdeckt, der sie dabei mit „Two. The nf vF, vS, verified with 300 power. The sp discovered with 300 power, eF, S, iF“ beschrieb. Die zweitgenannte Galaxie ist NGC 5993.